# Carlo Reali
Pour les articles homonymes, voir Reali.
Carlo Reali, né le 6 décembre 1930 à Padoue (Vénétie), est un acteur de cinéma, de télévision, de doublage et de théâtre, un monteur ainsi qu'un chanteur italien.

## Biographie
Reali se consacre au cinéma et fait ses débuts dans le film Les Évadés de la nuit de Roberto Rossellini. Il devient ensuite l'un des principaux acteurs des films avec Bud Spencer, tels que Le Corsaire noir, Pied plat en Afrique, Pair et Impair, Mon nom est Bulldozer, Le Shérif et les Extra-terrestres et dans la série télévisée Noi siamo angeli. Il est également connu pour son travail de monteur, notamment chez Mario Bava.
À l'international, il a également participé au film américain À nous la victoire ou au film français La Cage aux folles. Il continue à jouer au théâtre, dans des spectacles tels que De Pretore Vincenzo ou Questi fantasmi! d'Eduardo De Filippo, mis en scène par Enrico Maria Salerno. Il a également travaillé comme metteur en scène de théâtre. Il a participé en tant qu'acteur à des séries télévisées telles que La piovra 3 et Distretto di Polizia. Il a également joué dans la mini-série télévisée Benedetti dal Signore, avec Ezio Greggio et Enzo Iacchetti. Également actif à la radio, il a joué dans de nombreuses comédies et participé à plusieurs dramatiques. 
Reali a doublé de nombreux acteurs, dont Steve Martin, Eli Wallach, Bob Hoskins, Danny DeVito, Michael Keaton, Don Ameche et Tim Curry. Il a acquis une renommée internationale en interprétant Palpatine dans la version italienne de la saga Star Wars depuis 1999, ainsi que Bob Kelso dans la version italienne de Scrubs. Reali a également fait du doublage pour Disney. Par exemple, il a interprété Horace Horsecollar dans la version italienne du Prince et le Pauvre, ainsi que le Capitaine Crochet lors de ses apparitions suivantes.
En 2022, il double le personnage du roi Finwe dans la série Le Seigneur des anneaux : Les Anneaux de Pouvoir ; tandis que l'année suivante, il incarne la pieuvre dans It Takes Two dans le doublage italien du jeu vidéo qui fait partie d'un projet entièrement dédié à Elio Pandolfi, où il est dirigé par Antonio Viola,.

## Filmographie

### Acteur
- 1960 : Les Évadés de la nuit (Era notte a Roma) de Roberto Rossellini
- 1964 : Michelino Cucchiarella (it) de Tiziano Longo
- 1964 : La Rancune (The Visit) de Bernhard Wicki
- 1969 : L'amore breve de Romano Scavolini
- 1971 : Le Corsaire noir (Il corsaro nero) de Lorenzo Gicca Palli
- 1977 : Qui sera tué demain ? (Il mostro) de Luigi Zampa
- 1978 : La Cage aux folles d'Édouard Molinaro
- 1978 : Pied plat en Afrique (Piedone l'africano) de Steno
- 1978 : Pair et Impair (Pari e dispari) de Sergio Corbucci
- 1978 : Mon nom est Bulldozer (Lo chiamavano Bulldozer) de Michele Lupo
- 1979 : Le Shérif et les Extra-terrestres (Uno sceriffo extraterrestre - poco extra e molto terrestre) de Michele Lupo
- 1980 : Faut pas pousser (Chissà perché... capitano tutte a me) de Michele Lupo
- 1982 : Banana Joe de Steno

### Monteur
- 1969 : Le Duo de la mort (Femina ridens) de Piero Schivazappa
- 1970 : Ostia de Sergio Citti
- 1970 : L'Enfer de l'érotisme (Whirlpool) de José Ramón Larraz
- 1971 : Déviation sexuelle (Deviation) de José Ramón Larraz
- 1971 : La Baie sanglante (Reazione a catena) de Mario Bava
- 1972 : Baron vampire (Gli orrori del castello di Norimberga) de Mario Bava
- 1972 : Une nuit mouvementée (Quante volte... quella notte) de Mario Bava
- 1973 : Lisa et le Diable ou La Maison de l'exorcisme (Lisa e il diavolo) de Mario Bava
- 1974 : Les Chiens enragés (Cani arrabbiati) de Mario Bava
- 1975 : L'amica di mia madre (it) de Mauro Ivaldi
- 1976 : Ecco lingua d'argento (it) de Mauro Ivaldi
- 1976 : La portiera nuda de Luigi Cozzi
- 1977 : Anno zero - Guerra nello spazio d'Alfonso Brescia
- 1978 : La Bataille des étoiles (Cosmo 2000 - Battaglie negli spazi stellari) d'Alfonso Brescia
- 1978 : La Guerre des robots (La guerra dei robot) d'Alfonso Brescia